# 青春 (尚恩·曼德斯歌曲)
《青春》（英語：Youth）是加拿大創作歌手尚恩·曼德斯及美國創作歌手哈立德合作的歌曲，於2018年5月3日由小島唱片發行，收錄於曼德斯的同名專輯。歌曲由尚恩·曼德斯、哈立德、諾蘭·蘭布羅薩、泰迪·蓋格、傑夫·沃伯頓和斯科特·哈里斯創作，並由曼德斯和喬爾·立特共同製作。

## 歌曲創作
《青春》是一首中板節奏藍調、流行合唱歌曲，呼籲聽眾在逆境中保持青春。這首歌包含了當前的社會和政治氣候的引用。歌曲先以緩慢的節拍開始，然後開始加入低音結他伴奏，然後進入單音合唱，並具有穩定的節拍和拉丁風格的原聲吉他即興作伴奏。

## 歌曲評價
MTV新聞的山姆·普蘭斯將這首歌視為「到目前為止，這是迄今為止最令人振奮，最令人振奮的歌曲之一」，並寫道：「二人聲線融合得相當完美」。同一出版物的帕特里克·霍斯肯認為，哈立德「柔和的聲音和曼德斯略帶沙啞的聲線相互吻合」，指出「這首歌的信息很簡單但很有力量」。Idolator的邁克·尼德認為這是「曼德斯迄今最雄心勃勃的曲目之一」。

## 音樂影片
音樂影片由安東尼·曼德勒執導，於2018年11月5日分別在Apple Music及VEVO頻道首播。

## 現場演出
二人於2018年5月20日在2018年告示牌音樂獎演出歌曲，以對槍難死傷者送上祝福。另外，在9月29日，曼德斯和約翰·傳奇於全球公民節演唱歌曲。

## 曲目
- 數位下載[12]

1. "Youth" (ft. 哈立德) – 3:09

- 數位下載 – 不插電版本[13]

1. "Youth" (ft. 哈立德 (不插電版) – 3:09

## 製作名單
資料取自Tidal.
- 尚恩·曼德斯 – 人聲、歌曲創作、歌曲製作
- 哈立德 – 人聲、歌曲創作
- 諾蘭·蘭布羅薩 – 歌曲創作
- 斯科特·哈里斯 – 歌曲創作
- 泰迪·蓋格 – 歌曲創作
- 傑夫·沃伯頓 – 歌曲創作
- 喬爾·立特 – 歌曲製作、音頻工程、鍵盤、原聲吉他、敲擊樂器、歌曲編程
- 哈里·伯爾 – 混音協力
- 安德魯·莫里 – 歌曲混音

## 榜單表現
| 榜單 (2018)                          | 最高排名 |
| ------------------------------------ | -------- |
| 澳大利亚（澳大利亚唱片业协会單曲榜） | 19       |
| 奥地利（Ö3四十强单曲榜）             | 18       |
| 比利时佛兰德（Ultratip榜外單曲榜）   | 4        |
| 加拿大（Canadian Hot 100）           | 22       |
| 捷克（百強數位單曲榜）               | 13       |
| 丹麥（Hitlisten单曲榜）              | 14       |
| 法国（法國唱片出版業公會單曲榜）     | 82       |
| 43                                   |          |
| 匈牙利（四十強單曲榜）               | 15       |
| 匈牙利（四十強串流榜）               | 4        |
| 愛爾蘭（愛爾蘭唱片音樂協會单曲榜）   | 29       |
| 意大利（意大利音乐产业联盟单曲榜）   | 57       |
| 馬來西亞 (馬來西亞唱片產業協會)      | 18       |
| 荷兰（百强单曲榜）                   | 24       |
| 新西兰（新西兰唱片音乐协会单曲榜）   | 22       |
| 挪威（世道單曲榜）                   | 18       |
| 葡萄牙（葡萄牙唱片業協會单曲榜）     | 10       |
| 蘇格蘭（官方榜单公司單曲榜）         | 35       |
| 斯洛伐克（電台百強單曲榜）           | 64       |
| 斯洛伐克（百強數位單曲榜）           | 11       |
| 西班牙 (PROMUSICAE)                  | 79       |
| 瑞典（瑞典最熱榜）                   | 23       |
| 瑞士（瑞士热门音乐榜）               | 19       |
| 英國（官方榜单公司單曲榜）           | 35       |
| 美国（《告示牌》百大單曲榜）         | 65       |

## 銷量認證
| 地區                                                       | 认证 | 认证单位/销量 |
| ---------------------------------------------------------- | ---- | ------------- |
| 澳大利亚（澳大利亚唱片业协会）                             | 金   | 35,000‡       |
| 巴西（巴西唱片業協會）                                     | 金   | 20,000‡       |
| 加拿大（加拿大音乐协会）                                   | 白金 | 80,000‡       |
| 丹麦（國際唱片業協會丹麥分會）                             | 金   | 45,000‡       |
| 墨西哥（墨西哥音像製品協會）                               |      | 30,000‡       |
| 英国（英国唱片业协会）                                     | 金   | 400,000‡      |
| 美国（美國唱片業協會）                                     | 金   | 500,000‡      |
| *僅含認證的實際銷量 ^僅含認證的出貨量 ‡僅含認證的+實際銷量 |      |               |

## 發行歷史
| 發行地區 | 發行日期      | 發行形式        | 發行版本   | 發行公司 | 來源   |
| -------- | ------------- | --------------- | ---------- | -------- | ------ |
| 全球     | 2018年5月3日  | 數位下載 流媒體 | 原版       | 小島唱片 | [ 12 ] |
| 全球     | 2018年5月24日 | 數位下載 流媒體 | 不插電版本 | 小島唱片 | [ 13 ] |